# Monsieur Swing
Pour plus de détails, voir Fiche technique et Distribution.
Monsieur Swing (Mister Big), également connu sous le titre de Mister Swing, est un film américain en noir et blanc réalisé par Charles Lamont, sorti en 1943.

## Synopsis
Élève d'une école d'art dramatique dirigée par Jeremy Taswell, Donald écrit une comédie musicale pour la pièce de théâtre de l'école. Mais la propriétaire de l'école, Mme Davis (dont la nièce Patricia a secrètement le béguin pour Donald), désapprouve la chose et insiste pour qu'ils montent plutôt la pièce classique Antigone de Sophocle. Pendant que Mme Davis s'absente à New York, les étudiants parviennent à transformer la pièce de Sophocle en comédie musicale. Leur triomphe est de courte durée car la propriétaire revient de New York juste au moment de la soirée d'inauguration. D'abord en colère contre les étudiants, elle se radoucit lorsqu'un producteur de Broadway offre de financer le spectacle et de le produire à New York.

## Fiche technique
- Titre : Monsieur Swing
- Titre original : Mister Big
- Titre original alternatif : Mister Swing
- Réalisation : Charles Lamont
- Scénario : Dorothy Bennett, Jack Pollexfen
- Photographie : George Robinson
- Montage : Frank Gross
- Musique : Charles Previn
  - Chansons : Inez James, Buddy Pepper
- Costumes : Vera West
- Producteur : Ken Goldsmith
- Société de production et de distribution: Universal Pictures
- Pays d'origine : États-Unis
- Langue : anglais
- Format : noir et blanc – 35 mm – 1,37:1 – son mono (Western Electric Recording)
- Genre : Film musical
- Durée : 64 min
- Dates de sortie :
  -  États-Unis : 28 mai 1943
  -  France : 5 octobre 1945

## Distribution
- Gloria Jean : Patricia
- Donald O'Connor : Donald
- Peggy Ryan : Peggy
- Robert Paige : Johnny Hanley
- Elyse Knox : Alice Taswell
- Samuel S. Hinds : Jeremy Taswell
- Florence Bates : Mme Mary Davis
- Mary Eleanor Donahue : Muggsy